# الذئب الأسود
الذئب الأسود هي رواية من تأليف الكاتب السوري حنا مينه صدرت عن دار الآداب للنشر والتوزيع عام 2005، وهي الجزء الأول من ثنائية روائية ضمت رواية الذئب الأسود ورواية الأرقش والغجرية.

## موضوع الرواية
يغلب على رواية الذئب الأسود طابع الرمزية حيث تدور أحداث الرواية في إحدى الغابات حيث يجتمع مجموعة من الصيادين الذين يتوجهون إلى الغابة في حملة لقتل الذئب الأسود الذي ترتع سلالاته في غابات المنطقة الإثنى والعشرين وتتكاثر دون توقف مهددة حياة أهلها ومعيشتهم في إسقاط سياسي واضح على أحوال البلدان العربية الإثني والعشرين الواقعة في براثن الظلم والاستبداد السياسي، ولا يجد أهلها سبيلا للخلاص من هذا الظلم والاستبداد.

## شخصيات الرواية
- الحكيم بشير: صياد متقدم في العمر.
- دغمش: صياد متقدم في العمر.
- الأرقش: أحد الصيادين.
- رئيفة: إحدى الصيادات.
- فدوى: إحدى الصيادات.

## مقتطفات من الرواية
- «علة هذا الشرق يا دغمش الفردية. ماذا تستطيع أنت وحدك كفرد أن تفعل؟ أنت على حق يا دغمش، أنت وفيّ لآبائك، وأجدادك كانوا مثلك أفراداً. كانوا شجعاناً وأفراداً في سلوكهم من المهد إلى اللحد. حافظوا على فرديتهم وهذا سر نجاحهم.»
- «هناك ما هو أفظع: الاختزال! نحن مختزلون. فكل قلعة تختزل النمل الذي في غابتها إلى نملة واحدة، ككل ذاتها، لذلك عددنا قليل بعدد غاباتنا. إننا اثنتان وعشرون نملة فقط لا غير!»

## أنظر أيضًا
- قائمة مؤلفات حنا مينه

## وصلات خارجية
- صفحة رواية الذئب الأسود على موقع جود ريدز